# Melago
Melago (Melag in tedesco) è una frazione del comune italiano di Curon Venosta.

## Geografia fisica
Situato a un'altezza di 1912 m s.l.m. in fondo alla Vallelunga (Langtaufers), nel versante sinistro della Val Venosta, in Alto Adige.
Le montagne principali che contornano la frazione sono la Palla Bianca (3.738 m), la Punta di Vallelunga (3.528 m) e la Cima del Lago Bianco (3.518 m).